# Mary Westenholz
Mary Bess Westenholz, född 13 augusti 1857 på Mattrup herrgård i Århus amt, död 8 maj 1947 på Folehavegård i Hørsholms socken, var en dansk frikyrklig agitator och politiskt aktiv. Hon var moster till författaren Karen Blixen.

## Bakgrund och verksamhet
Mary Bess Westenholz föddes in i en välbärgad familj. Fadern, Regnar Westenholz, hade titeln etatsråd, var politiker för partiet Højre och godsägare. Modern var Mary Lucinde Westenholz, född Hansen, och kom från en inflytelserik handelssläkt i Köpenhamn. Hennes två bröder, Regnar Asker Westenholz och Aage Westenholz, var båda politiskt engagerade och var godsägare respektive ingenjör. Efter faderns död 1866 övertog modern ansvaret för familjens gods. Tillsammans med sina syskon undervisades Mary Bess Westenholz i hemmet och företog studieresor till Köpenhamn, Schweiz (där hon också studerade 1871–1872), Storbritannien och Italien.
Genom modern, som hade ett kyrkligt engagemang, kom hon i kontakt med den unitariska kyrkorörelsen och blev en av grundarna av Det fri Kirkesamfund (DFK) 1900. Hon var församlingens ordförande och satt i dess styrelse till 1925. Till församlingens präst utsågs teologen Uffe Birkedal, men Westenholz hade en närmare vänskap med Morten Pontoppidan. Hon var även redaktör för församlingens tidning Protestantisk Tidende 1905–1919 och var en flitig skribent i Højskolebladet och i Pontoppidans tidskrift Frit Vidnesbyrd. Hon var ledamot i det verkställande utskottet för International Congress of Free Christians and other Religious Liberals och deltog i kongresser i London, Amsterdam och Berlin. Vid sidan om sitt kyrkliga engagemang var Westenholz även engagerad i kvinnorörelsen. Hon var medlem av Dansk Kvindesamfund i Köpenhamn och deltog 1888 i det utskottsarbete som resulterade i upprättande av rekryteringskontor. Under pseudonymen Bertel Wrads utgav hon essäsamlingen Fra mit Pulterkammer 1895 där frågor som äktenskap, kvinnofrågor och andra politiska frågor behandlades. Hon var också socialpolitiskt engagerad och var ledamot i Hørsholms værgeråd 1905–1911, en institution som arbetade med socialt belastade barn och ungdomar. Hon var även ordförande för socknens hjälpkassa 1908–1914 och medlem i Kvindelig Læseforening.

## Uppmärksammade framträdanden

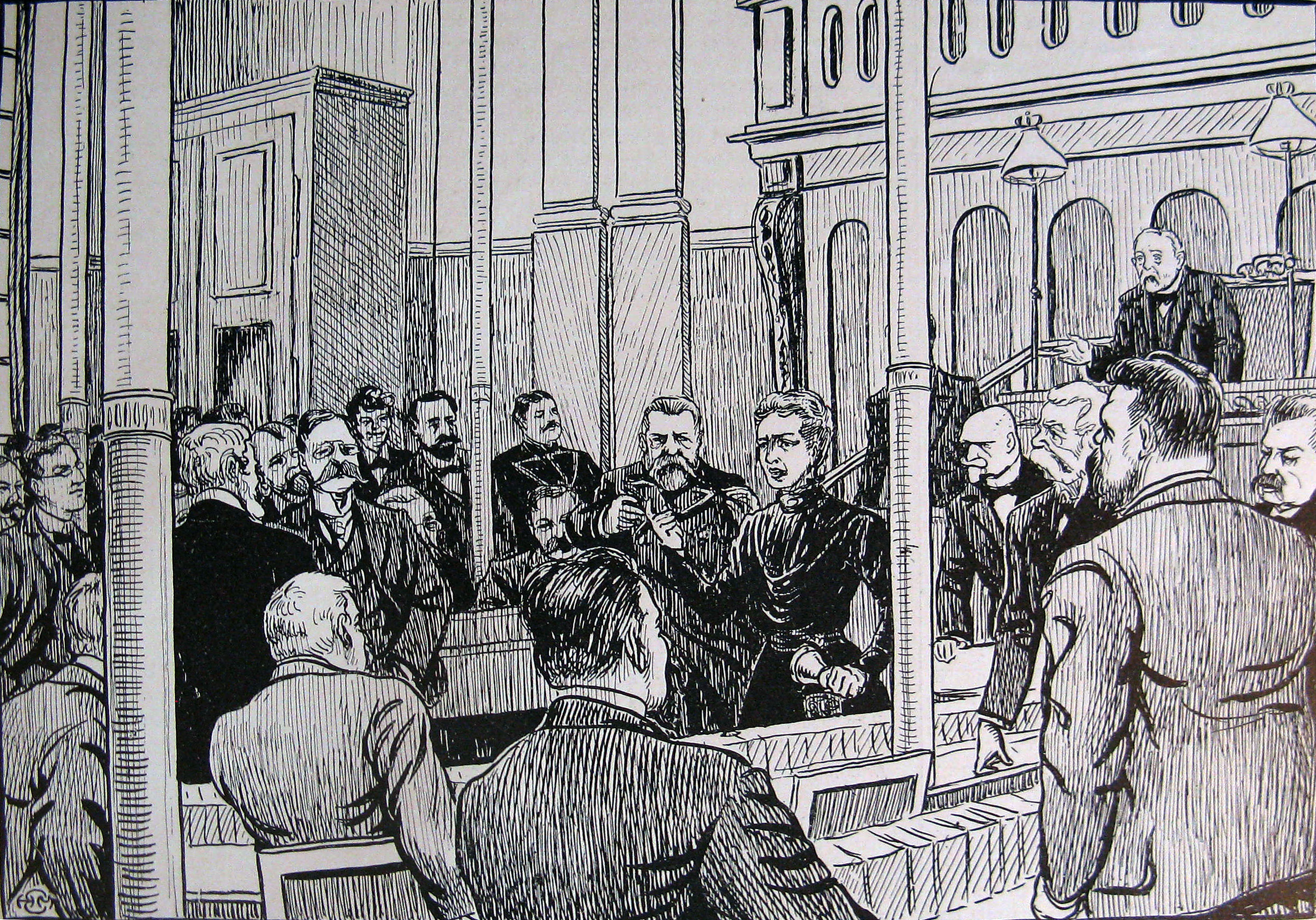
Mary Westenholz i Folketinget

Som unitarist intog Westenholz en liberalteologisk hållning som gick emot de evangelisk-lutherska dogmerna och betonade individens personliga förhållande till Gud. Dessa ståndpunkter ledde till att Hørsholms sockenstämma ansåg Westenholz som avregistrerad från Folkkyrkan, trots att unitaristerna ansåg sig stå under Folkkyrkan, och krävde att hon skulle betala en skolskatt på 10 kronor, som pålades alla utanför statskyrkan. Hon vägrade och ärendet drogs inför Højesteret 1908. I ett gemensamt uttalande för landets biskopar slogs det fast att unitarismen och Folkkyrkan stod för långt ifrån varandra och att Westenholz därmed inte kunde vara medlem av Folkkyrkan. Hon tvingades därmed att betala skolavgiften.
Likt sin bror Aage var Westenholz starkt engagerad i försvarsfrågan och nationellt sinnad. I harm över skandalen kring justitieministern Peter Adler Alberti och sitt personliga motstånd gentemot den tyskvänliga försvarspolitiken tog hon sig in i Folketingets sal 19 augusti 1909. Då Folketingets ordförande precis hade meddelat regeringen Neergaards avgång och regeringen Holstein-Ledreborgs tillträdande ringde hon i ordförandens klocka och talade till ministrarna: ”Innan ni börjar ert arbete skall ni veta att det i denna sal sitter en man som bragt skändande över Danmark. Här sitter ni danska män och spelar i maktbegär och egennytta med landets väl och ve. Men det skall sägas från denna talarstol att Danmarks kvinnor föraktar er och brännmärker er som en hop fädralandslösa lejmördare som förråder Danmarks ära.” – Talet var särskilt riktat mot försvarsminister J.C. Christensen. Trots detta slapp hon fängelsestraff och hedrades med ett kvinnotåg, arrangerat av bland annat Danske Kvinders Forsvarsforening.